# Бад-Берка
Бад-Бе́рка (нем. Bad Berka) — город в Германии, в земле Тюрингия.
Входит в состав района Веймар. Население составляет 7637 человек (на 31 декабря 2010 года). Занимает площадь 51,59 км². Официальный код — 16 0 71 003.
Город подразделяется на 8 городских районов.

## Литература

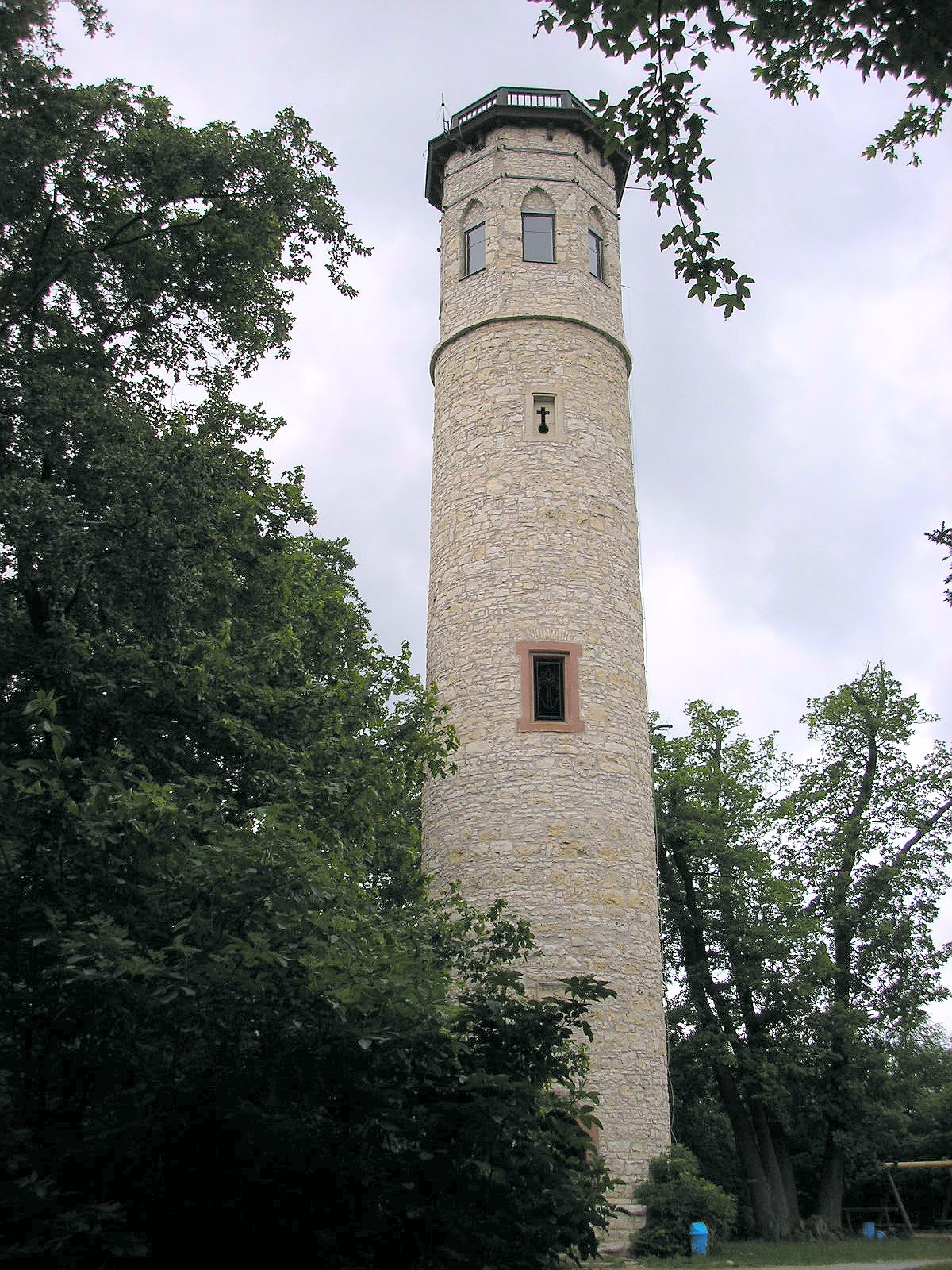
Бад-Берка